# Офицер конных егерей императорской гвардии, идущий в атаку
«Офицер конных егерей императорской гвардии, идущий в атаку» (фр. Officier de chasseurs à cheval de la garde impériale chargeant) — конный портрет, написанный Теодором Жерико в 1812 году. Первоначальное название — Portrait du lieutenant M. D. («Портрет лейтенанта М. Д.») — под ним картина была выставлена в Парижском салоне 1812 года.
На картине изображен офицер полка конных егерей Императорской гвардии верхом на вставшей на дыбы лошади. Композиция портрета имеет сходство с композицией картины Давида «Наполеон на перевале Сен-Бернар» (1801). По мнению исследователей, картина была написана Жерико в течение всего пяти недель. В настоящее время полотно хранится в Лувре (Париж).

## История создания
По сообщению Шарля Клемана, биографа Жерико, замысел картины возник у последнего, при виде на дороге в Сен-Клу лошади, вставшей на дыбы. Однако, вероятно, произведение явилось плодом долгих размышлений и систематической работы: в так называемом Альбоме Зубалова (альбом набросков художника, ныне — в собрании Лувра) имеются зарисовки лошадей, вставших на дыбы, выполненные с натуры или при изучении древнеримских саркофагов. Несколько живописных штудий Жерико представляют вздыбившуюся белую лошадь во время грозы — их композиционные построения близки композиции «Офицера конных егерей…». На его копиях картин старых мастеров (Ван Дейка, Рубенса) и современника Жерико Гро (одного из лучших французских мастеров из тех, кто писал лошадей) также есть мотивы лошадей, вставших на дыбы.

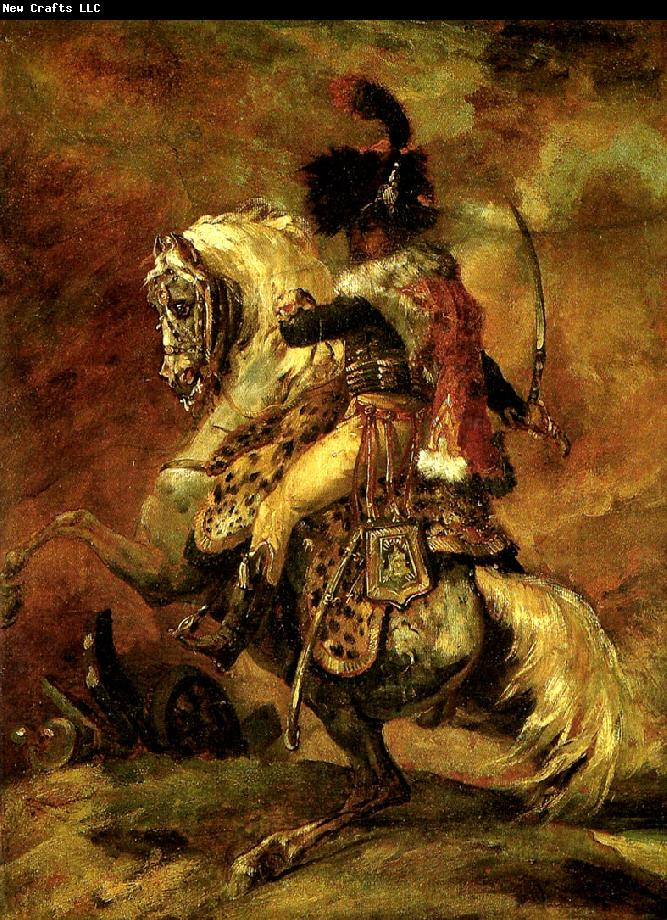
Т. Жерико (1791—1824). Офицер конных егерей императорской гвардии, идущий в атаку. Эскиз. 1812 г. 53х40. Х., м. Париж, Лувр

Сохранилась лишь часть из двух десятков эскизов, исполненных Жерико для «Офицера конных императорских егерей…». В карандашных набросках к картине персонаж держит знамя, первый план занимает разбитая пушка. В первых живописных эскизах всадник движется справа налево, впоследствии Жерико «переворачивает» композицию, и уже на большом полотне движение развивается в другую сторону — подобный приём впоследствии художник повторял и при работе над другими картинами.
Родственник лейтенанта Робера Дьедонне, Жак-Огюстен Дьедонне, учился у Гро и Бозио, вероятно, через него Жерико познакомился с героем своей первой большой картины. Стиль эскиза «Портрет лейтенанта Робера Дьедонне» (Байонна, Музей Бонна), по мнению искусствоведа Клауса Бергера, «находится между Гойей и Мане». Позднее, так как лейтенант в силу занятости не мог тратить много времени на позирование, художнику моделью служил их общий знакомый. Перенося облик Дьедонне в окончательный вариант, Жерико уменьшил портретное сходство с оригиналом, «дал несколько идеализированный, а главное, эмоционально другой образ».

## Композиция
Художник опустил линию горизонта, и поэтому фигура офицера верхом занимает верхнюю часть полотна. Сквозь дым пожарищ прорывается солнечный луч и освещает наполовину лошадь и всадника. Офицер обернулся назад, в опущенной руке он держит обнажённую саблю. Движение направлено по диагонали, в глубь картины, однако разворот фигуры всадника в противоположную сторону мешает зрителю ощутить перспективное сокращение. На дальнем плане кавалерия атакует батарею противника, слева видно очертание головы другой лошади.
Жерико до того времени не писал больших парадных портретов, но, для новичка, он на удивление удачно овладел материалом. Солидные размеры полотна усиливают его представительность, однако, как отмечает Турчин, картина при этом не становится «декоративным панно», как это случилось с полотном Давида «Наполеон на перевале Сен-Бернар». Персонаж верхом на лошади показан в полный рост — картина похожа на «Портрет полковника Фурнье-Сарловеза» Гро, созданный в то же время, однако концепция «Офицера…» была сложнее. Художник показал солдата в напряжении битвы, в критический момент, когда всё готово измениться. По словам А. Эфроса, это не парадная героика, это героика «почти пароксическая, самоуничтожающаяся». Однако броская поза, отсутствие жеста, подобающего ситуации (Жерико, отказавшись от «говорящего» жеста «старой системы», не предложил ничего нового), холодное спокойствие героя резко диссонируют с тревожной обстановкой боя. Впоследствии Жерико уже не будет допускать таких промахов.
Холодные цвета, которыми обыкновенно изображались дальние планы, Жерико выносит вперёд, освещая их солнечным лучом. Тёплыми тонами прописаны фон и тени. Живописная фактура полотна обобщённа, красочные переходы выполнены с тонкой нюансировкой.

## Парижский салон
Картина была выставлена в Парижском салоне 1812 года, её заметили и оценили критики. Полотно похвалил М.-Б. Бутар, Ж. Дюрдан в «Галери де Пейнтюр франсэз» назвал его автора «быть может, лучшим из всех наших живописцев», а Ш.-П. Ландор советовал «больше сдерживать кисть». На картину обратил внимание сам Давид.
«Офицер…» выставлялся и на Салоне 1814 года вместе с другой работой художника — «Раненым кирасиром, покидающем поле боя» (Париж, Лувр). Оба произведения (в отличие от работ других художников) напоминали публике об Империи в то время, когда Наполеон уже потерял свою власть. Естественно, что на Салоне 1814 года критики либо обошли вниманием картины Жерико, либо писали о них «с оттенком плохо скрываемого раздражения».